# گیتی جعفری
گیتی جعفری هنرپیشه سینما اهل ایران است که در دهه ۱۳۴۰ فعالیت می‌کرد.

## فیلمشناسی
- تاکسی عشق (۱۳۴۹)
- شهر هرت (۱۳۴۹)
- تهران می‌رقصد (۱۳۴۸)
- ازدواج ایرانی (۱۳۴۷)
- عروس تهران (۱۳۴۶)
- فرمان‌خان (۱۳۴۶)
- مرد نامریی (۱۳۴۵)
- شانس بزرگ (۱۳۴۴)
- یک پارچه آقا (۱۳۴۴)
- اشک یتیم (۱۳۴۳)
- افسانه دهکده (۱۳۴۳)
- چهار تا شیطون (۱۳۴۳)
- دختران با معرفت (۱۳۴۳)